# Brodnica (gmina, Grande-Pologne)
Pour les articles homonymes, voir Brodnica (homonymie).
Brodnica est une gmina rurale du powiat de Śrem, Grande-Pologne, dans le centre-ouest de la Pologne. Son siège est le village de Brodnica, qui se situe environ 10 km au nord-ouest de Śrem et 30 km au sud de la capitale régionale Poznań.
La gmina couvre une superficie de 95,86 km2 pour une population de 4 902 habitants en 2011.

## Géographie

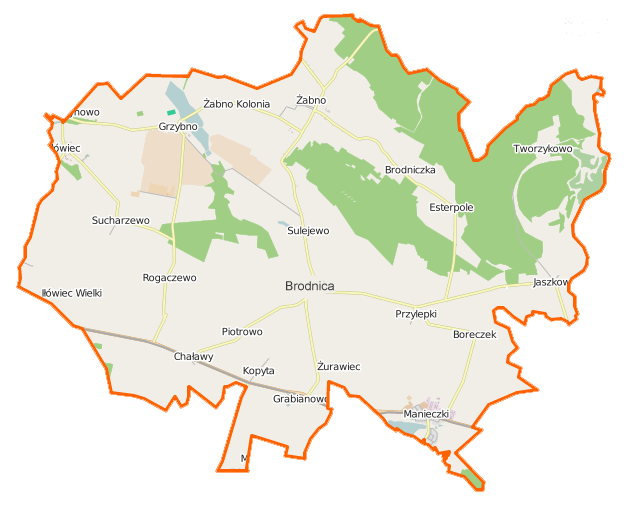
Plan de la gmina.

Outre le village de Brodnica, la gmina inclut les villages de:
- Boreczek
- Brodniczka
- Chaławy
- Esterpole
- Górka
- Grabianowo
- Grzybno
- Iłówiec
- Iłówiec Wielki
- Jaszkowo
- Kopyta
- Ludwikowo
- Manieczki
- Ogieniowo
- Piotrowo
- Przylepki
- Rogaczewo
- Sucharzewo
- Sulejewo
- Szołdry
- Tworzykowo
- Żabno
- Żurawiec

### Gminy voisines
La gmina de Brodnica est bordée des gminy de :
- Czempiń
- Mosina
- Śrem

## Structure du terrain
D'après les données de 2007, la superficie de la commune de Brodnica est de 95,86 km², répartis comme tel :
- terres agricoles : 69 %
- forêts : 28 %

La commune représente 16,68 % de la superficie du powiat.

## Démographie
Données du 30 juin 2010 :
| Description        | Total  | Total | Femmes | Femmes | Hommes | Hommes |
| ------------------ | ------ | ----- | ------ | ------ | ------ | ------ |
| Unité              | Nombre | %     | Nombre | %      | Nombre | %      |
| population         | 4 663  | 100   | 2 335  | 50,2   | 2 328  | 49,8   |
| Densité (hab./km²) | 48,7   | 48,7  | 24,4   | 24,4   | 24,3   | 24,3   |